# Guerre algéro-néerlandaise (1715-1726)
La guerre algéro-néerlandaise (1715-1726) était un conflit entre les Provinces-Unies et la Régence d'Alger qui a commencé avec les premiers succès de la régence d'Alger dans la Méditerranée, impliquant la capture de nombreux navires néerlandais. Cependant, à mesure que la guerre progressait, les Néerlandais réussirent à modifier la balance des succès navals. L'éventualité que le Grande-Bretagne et le France rejoignent la guerre, et le blocus néerlandais du Détroit de Gibraltar ont facilité un traité de paix en 1726.

## Contexte
En 1712, la régence d'Alger conclut un accord préliminaire avec les Néerlandais, qui fut officiellement ratifié en 1713. Cependant, il fallut un an aux Néerlandais pour rassembler et livrer les cadeaux promis, ce qui s'avéra futile. Voulant s'emparer et capturer les navires ennemis, les Algériens ont fait pression sur le Diwan pour qu'il déclare la guerre aux Néerlandais. Le Diwan, en réponse, a convoqué et mené un vote pour déterminer avec quelle nation la régence entrerait en guerre, la France, la Grande-Bretagne ou la République néerlandaise. La majorité a voté en faveur de la République néerlandaise, ce qui a donné l'ordre à tous les marins de commencer à capturer les navires néerlandais. Le choix porté sur les Néerlandais est motivé par le faite que ces derniers ont fait de multiples promesses à la régence d'Alger, comme le rachat des captifs néerlandais, ce qu'ils n'ont tout simplement pas tenu.

## Guerre
Pendant une période prolongée, les autorités néerlandaises ont ignoré les attaques algériennes contre les navires néerlandais, y compris leur déclaration de guerre. Cela était dû en grande partie au fait que toutes les amirautés néerlandaises furent épuisées par la Guerre de Succession d'Espagne. Ils envoyèrent cependant un petit nombre de navires pour tenter de repousser les attaques des navires algériens, mais cela ne servit à rien. Leur navigation dans la Méditerranée atteignit un niveau très bas, avec 7 navires capturés par les Algériens. Néanmoins, les Néerlandais ont déployé de nombreux efforts diplomatiques pour mettre rapidement fin à la guerre. Ils ont fait appel au Sultan de l'Empire Ottoman, demandant son intervention pour contraindre les Algériens à rechercher la paix. Malgré ces efforts diplomatiques, les Algériens persistèrent à capturer les navires néerlandais.
En 1716, les Néerlandais adoptèrent une approche différente en envoyant une escadre de trois navires de guerre pour protéger les marchands néerlandais et appréhender les pirates barbaresques. Cette stratégie s'est avérée très efficace puisqu'en 1717, aucun navire néerlandais n'a été capturé. Cependant, ils étaient incapable de capturer des pirates algériens. Les Néerlandais pensèrent alors qu'il était préférable de renouveler leurs anciens règlements de navigation dans la Méditerranée, qui concluaient que tout navire entrant dans la Méditerranée devait être un croiseur auxiliaire, et a un nombre limité de marins à bord, ce qui s'est également avéré un succès. Finalement, la même année, en octobre, des négociations s'ouvrirent entre les Néerlandais et les Algériens. Ce processus a été facilité par le consul néerlandais à Istanbul. Malheureusement, ces négociations ont échoué, car les Algériens en exigeaient trop aux yeux des Néerlandais.
De 1718 à 1720, les Néerlandais ne réagissent toujours pas, supposant que la situation serait similaire à celle de 1717. Les trois navires de guerre néerlandais gardaient les Algériens sous contrôle. Cependant cela s'est avéré loin d'être la vérité, puisque durant cette période, 25 navires ont été capturés en Méditerranée. Le 21 octobre 1720, le consul néerlandais à Livourne écrivit une lettre aux États généraux de son pays, détaillant la situation alarmante des pirates algériens, qui saisissaient de plus en plus de navires. Il a imploré son pays d'instaurer de nouvelles mesures en réponse. À la suite de cela, les États généraux des Pays-Bas ont délibéré sur la question, et les provinces du Hollande et du Zélande ont adopté une position plus affirmée contre les Algériens. Le 21 janvier, lorsque la nouvelle de nouvelles attaques contre des navires néerlandais parvint aux États généraux, ils modernisèrent la flotte méditerranéenne avec 8 navires de guerre sous le vice-amiral François van Aerssen . Cependant, en raison de quelques problèmes, il n'a pu prendre le large qu'en mai. La présence importante de cette flotte a un effet apaisant sur les Algériens, et des rumeurs courent même à Alger sur une potentielle « invasion néerlandaise ». En 1721, les Néerlandais connurent une autre année désastreuse puisque 196 marins néerlandais et 9 navires furent capturés par les Algériens. Durant cette période, les Néerlandais réussirent à capturer seulement 50 marins algériens et 6 navires en retour. Cela était attribué à un désavantage en termes de vitesse, les navires néerlandais étant plus lents que les algériens.
En 1723, les Néerlandais intensifièrent leurs efforts de guerre en déployant un navire nettement plus rapide sous le commandement de Cornelis Schrijver (en). Après que Cornelis et Van Aerssen aient pris en otage 3 capitaines algériens renommés, le Dey d'Alger leur avait envoyé une invitation à négocier la paix. Les négociations durent deux jours ; cependant, ils se sont révélés infructueux. Cornelis Schrijver et les États généraux des Pays-Bas furent grandement déçus. À la suite de cela, ils ont repris leurs patrouilles. En 1725, ils réussirent à capturer 2 navires algériens avec 62 marins, arrivant à repousser et à endommager un nombre important de navires algériens. Cependant, ils subirent une lourde perte de 10 navires et de 76 marins,. Désespérés de mettre fin aux attaques algériennes contre les navires néerlandais, ils négocièrent une alliance avec la Grande-Bretagne et la France. Selon l'accord, la Grande-Bretagne apporterait son aide si la paix n'était pas rétablie d'ici un an, et la France et la Grande-Bretagne fermeraient leurs ports aux navires algériens. En échange, les Néerlandais rejoindraient le Treaty of Hanover (1725) (en). Cet arrangement a obtenu l'approbation des autorités néerlandaises et britanniques,. Parallèlement, les Néerlandais ont imposé un blocus sur le Détroit de Gibraltar, ce qui a eu un impact significatif sur les intérêts algériens. Ajoutant aux défis des Algériens, les Néerlandais ont connu leur année de guerre la plus réussie, détruisant 3 cuirassés algériens entièrement équipés, tandis que les Algériens n'ont capturé que 5 petits flûtes avec un nombre limité de marins. Cela a marqué un changement significatif dans les succès navals en faveur des Néerlandais.

## Conséquences
Le 25 septembre 1726, François van Aerssen arrive au port d'Alger avec 8 navires de guerre. Accompagné de quatre officiels de la République des sept Provinces-Unies des Pays-Bas, il s'approche du Dey et propose le renouvellement de l'accord de paix de 1712. Bien que les Algériens finissent par accepter, ils expriment leur scepticisme en déclarant : « Toute la marine a le sentiment que cette paix ne durera pas ». En signe de bonne volonté, Van Aerssen a offert un don substantiel d'une valeur de 100 000 florins, qui a également été utilisé pour la rançon des captifs. Le traité était favorable aux Néerlandais et après cette guerre, le commerce néerlandais dans la Méditerranée a de nouveau augmenté, bénéficiant de la paix et de la Guerre entre la Grande-Bretagne et l'Espagne . Les Néerlandais s'abstiennent de concurrencer à nouveau la Grande-Bretagne après 1729, et cette paix s'est avérée durable, marquant la plus longue période d'harmonie entre les Néerlandais et les Algériens.
La guerre a également coûté plusieurs millions de florins néerlandais. La fin de ce conflit a donc été un soulagement pour les Néerlandais. Après l'accord de paix, les Néerlandais ne seraient plus réduits en esclavage par les Algériens, et ceux qui étaient auparavant réduits en esclavage seraient rachetés par les Néerlandais qui paieraient une bonne somme d'argent. En République néerlandaise, la population était ravie de la paix, car elle nuisait au commerce néerlandais en Méditerranée. Les États généraux des Pays-Bas ont exprimé leur satisfaction quant à la paix et ont félicité Van Aerssen pour son excellent travail. Ils ont même prononcé un discours public le félicitant pour ses efforts.

## Crédit d'auteurs
- (en) Cet article est partiellement ou en totalité issu de l’article de Wikipédia en anglais intitulé « Dutch–Algerian War (1715–1726) » (voir la liste des auteurs).